# Burg Eiswürden
Die Burg Eiswürden ist ein abgegangener ostfriesischer Häuptlingssitz, der heute auf dem Grund der Nordsee vor der Gemeinde Butjadingen im niedersächsischen Landkreis Wesermarsch liegt. Ursprünglich lag sie an der Mündung der Ahne in die Jade.

## Geschichte
Der Ort Eiswürden erscheint erstmals gesichert 1159 in der historischen Überlieferung. 1397 saß auf dem dortigen Steinhaus Nanke Duren, der Schwiegersohn von Edo Wiemken dem Älteren. Nanke war spätestens 1408 Häuptling von Aldessen und darüber hinaus als Seeräuber berüchtigt. Nach der Eroberung Butjadingens durch Bremen wurde Nanke vertraglich verpflichtet, die Burg der Landesgemeinde zu öffnen. Er hielt sich aber nicht an diese Vereinbarung. Bei dem daraus erfolgenden Konflikt drängte sich Ocko II. tom Brok als Schiedsrichter auf und forderte 1420 die Butjadinger auf, Nanke Durens Burg nicht mehr zu beschädigen. Weiteres ist zur Geschichte der Burg nicht bekannt.
Da Ort und Burg Eiswürden den häufigen Änderungen der Küstenlinie in diesem Bereich zu Opfer fielen und heute auf dem Meeresgrund liegen, können keine Angaben zu ihrer Gestalt gemacht werden. Die Dorfwurt wurde vermutlich nach der Weihnachtsflut von 1717 im Jahre 1720 ausgedeicht und verlassen. 1751 waren die Ruinen des Ortes noch erkennbar.